# Bojan Šuligoj
Bojan Šuligoj, slovenski častnik, * 3. april 1957, Jesenice.
Šuligoj je brigadir Slovenske vojske. Šuligoj je bil eden od častnikov TO RS, ki so 26. junija 1991 prvič javno dvignili zastavo Slovenije na ljubljanskem Trgu republike.

## Vojaška kariera
- pomočnik načelnika GŠSV za mednarodno sodelovanje (7. januar 2005–?)
- poveljnik Poveljstva sil Slovenske vojske (6. januar 2003– 7. januar 2005)
- namestnik načelnika GŠSV (?–2002)
povišan v podpolkovnika (18. junij 1993)
- poveljnik 510. UC TO Ig

## Odlikovanja
- red generala Maistra 3. stopnje z meči